# Kotor (tvrđava)
Kotor ili Kotor-grad je bio srednjovjekovna utvrda iznad današnjeg naselja Kotor u Kotor-Varošu, Bosna i Hercegovina, Republika Srpska, općina Kotor-Varoš. Nalazio se u Dolnjim krajima, župa Vrbanja. U nekim novijim (2002.) izvorima stoji da se naselje ispod utvrde zove Kotorište, što nikada nije odgovaralo stvarnom stanju, jer je Kotorište kotorvaroško naselje na suprotnoj (desnoj) obali Vrbanje.
U izvornom obliku (čije razvaline i danas postoje), u Kotoru je bila kula, nešto poviše na grebenu iznad rijeke Jakotine i tamnica (neposredno iznad vodopada). Kula i tamnica bile su povezane kamenim (izlomljenim) stepeništem. U kuli se, sve do oslobođenja Kotor-Varoša, 1945., nalazilo zvono impozantnog promjera: 5 m. Njegova dalja sudbina je nepoznata.
Prvi puta Kotor se spominje 1382., kada je pripadao hercegu Hrvoju Vukčiću Hrvatiniću (oko 1350. – 1416.). Kao jemčevinu za pozajmljeni novac 1412. dobila ga je njegova žena Jelena. Kotor je i dalje ostao omiljena Hrvojevo odredište, u kojemu je i umro.
Kotor je kasnije postao dio Jajačke Banovine, a Osmanlije su ga osvojile 1519., 52 godine nakon službenog pada Bosne. Okupatorske snage su nadirale niz dolinu Vrbanje, a najsnažniji otpor njihovom daljem prodoru pružila je obrana Korora u Boju na Večićkom polju, nakon čega su Osmanlije veoma brzo zauzeli i Banja Luku, Srbac i Kobaš, Derventu i cijelu Posavinu. Nakon toga, nakratko su prešli i u Slavoniju.
Timari kotorskih mustafhiza su bili čak u selima oko Visokog i Visočkog Dubrovnika (vjerojatno glavne trgovinske ispostave). Hamdija Kreševljaković pretpostavlja da su mustafhizi „u Kotor premješteni iz nekog grada, koji je bio bliži Visokom“. 
Sve do 1838., Kotor je imao vlastitu posadu. Za vrijeme austrijske okupacije desne obale Save, u Kotor je premještena posada i uprava Kobaške kapetanije, koja je sudbeno bila u nadležnosti Jajačke kapetanije. Zabilježeno je da je 1833. U utvrdi Kotor bio samo jedan top.
Hamdija Kreševljaković dalje piše, prema nepisanim izvorima:
Kreševljaković uzima Jukića kao izvor da se grad i tvrđava Kotor zovu Bobas, „a u narodu se i danas čuje Bobac". Da je otišao u naselje Kotor, saznao bi da se tako nazivaju vodopad ispod bivše tamnice i snažan izvor (točak), jedan od njih više, pitke vode. Još 1960-ih, za ramazanske iftare, voda se odnosila i u najudaljenija domaćinstva Kotor-Varoši. Stanovništvo Kotora je govorilo da je bilo "na Bobācu", dok su oni iz ostalih dijelova grada insistitali na, navodno, "pravilnom" Bobas.
Današnji izgled kule i tamnice je primjer nebrige i zapuštenosti značajnog spomenika srednjovjekovne kulture, a lokalne vlasti neće ili ne znaju iskoristiti ih kao vrijedno i unosno turističko dobro. Ostaci Hrvojeve tvrđave se nalaze na Privrermenoj listi nacionalnih spomenika Bosne i Hercegovine.

## Povezano
- Kotor-Varoš
- Hrvoje Vukčić Hrvatinić
- Večići
- Boj na Večićkom polju